# Initiation aux sciences de l'ingénieur
Pour les articles homonymes, voir ISI.
L'initiation aux sciences de l’ingénieur (ISI) est un enseignement de détermination du programme de la classe de seconde générale et technologique, en France, de 2001 à 2010.

## Programme
- Analyse fonctionnelle des produits ;
- Les solutions technologiques associées aux fonctions ;
- Introduction aux états et au comportement des systèmes ;
- Mise en œuvre d'un mini-projet[1].

En 2011, ce programme d'initiation aux sciences de l’ingénieur a été remplacé par un enseignement d'exploration.

## Sources
1. ↑  Arrêté du 20 juillet 2001 modifiant l'arrêté du 31 juillet 2000 relatif aux enseignements de mesures physiques et informatique, initiation aux sciences de l'ingénieur, informatique et systèmes de production, de la classe de seconde générale et technologique pour application à partir de l'année scolaire 2001-2002, programme de l’initiation aux sciences de l’ingénieur en ligne